# Teodobert II
Teodobert II (586-612), va ser rei d'Austràsia des de l'any 595 fins a la seva mort.
A la mort del seu pare Khildebert II va rebre el regne franc d'Austràsia, les ciutats de Poitiers, Tours, Velai, Bordeus i Châteaudun, i els territoris de la Xampanya, l'Auvèrnia i l'Alamània Transjurana. El seu germà petit Teodoric II va heretar Borgonya.
En un primer moment la seva àvia Bruniquilda va controlar el govern dels regnes dels nets. La seva posició privilegiada a la cort d'Austràsia va acabar l'any 599 quan Teodobert, instigat per la noblesa local, la va fer exiliar. Bruniquilda es va refugiar a Borgonya amb Teodoric.

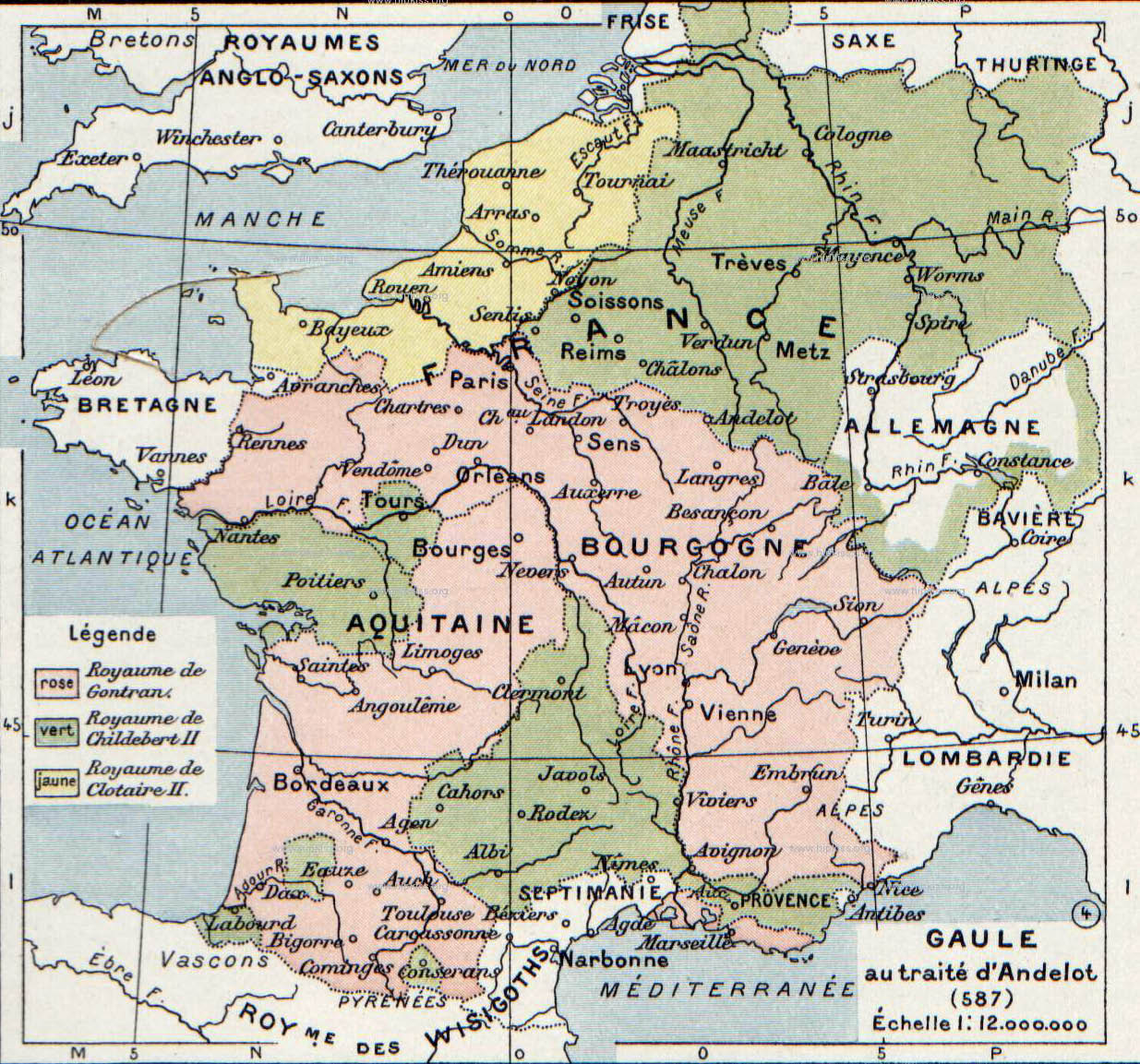
El regne d'Austràsia que va heretar Teodobert, marcat en verd. El seu germà Teodoric rebria Borginya (rosa), mentre el seu cosí Clotari II regnava a Nèustria (groc)

Aquell mateix any, Teodobert va entrar en guerra, i va ser derrotat a Sens. Aleshores els dos germans es van aliar contra el seu cosí Clotari II, obtenint una victòria a Dormelles, i obtenint una porció important de Nèustria (600-604). Però arribats a aquest punt els germans van tornar a enfrontar-se entre ells. Teodoric el va derrotar a Étampes, i va no va voler ajudar-lo quan el seu regne estava sent atacat per Clotari el 605. Teodobert patiria noves derrotes a mans del seu germà el 610 i el 612, fins que va ser desposat del seu regne i tancat en un monestir, on ell i el seu fill Meroveu serien assassinats per ordre de Bruniquilda.